# سیارک ۱۰۴۸۲
سیارک ۱۰۴۸۲ (به انگلیسی: 10482 Dangrieser، نامگذاری:1983RG2) ده هزار و چهارصد و هشتاد و دومین سیارک کشف شده‌است که در ۱۴ سپتامبر ۱۹۸۳ کشف شد.
قدر مطلق سیارک برابر ۱۴٫۳۰ است.